# Maher Sdiri
Maher Sdiri, né le 5 septembre 1970, est un footballeur tunisien qui a joué au poste de milieu avec l'équipe de Tunisie.

## Carrière

### Joueur
- 1989-1996 : Olympique de Béja (Tunisie)
- 1996-2001 : Club africain (Tunisie)
- 2001-2002 : Olympique de Béja (Tunisie)

### Entraîneur
- 2013 : Olympique de Béja (Tunisie)
- 2014-2015 : Club africain (Tunisie, assistant)
- 2016-2017 : That Ras SC (en) (Jordanie)
- 2017-2018 : Salam Zgharta FC (en) (Liban)

## Palmarès
- Vainqueur de la coupe de Tunisie : 1993 (Olympique de Béja), 1998 et 2000 (Club africain)
- Vainqueur de la Supercoupe de Tunisie : 1995 (Olympique de Béja)
- Vainqueur du championnat de Tunisie : 1996 (Club africain)
- Vainqueur de la coupe des clubs champions arabes : 1997 (Club africain)